# 歐陽鼐
歐陽鼐（?—?），廣東省順德縣人，清朝政治人物、進士出身。
光緒三十年，會試第191名；殿試登進士二甲117名，后授以主事分部學習，后授工部主事。